# HD 4391
HD 4391 är en trippelstjärna i den mellersta delen av stjärnbilden Fenix. Den har en skenbar magnitud av ca 5,80 och är svagt synlig för blotta ögat där ljusföroreningar ej förekommer. Baserat på parallaxmätning inom Hipparcosuppdraget på ca 66,0 mas, beräknas den befinna sig på ett avstånd på ca 49 ljusår (ca 15 parsek) från solen. Den rör sig närmare solen med en heliocentrisk radialhastighet på ca -11 km/s.

## Egenskaper
Primärstjärnan HD 4391 A är en solliknande gul till vit stjärna i huvudserien av spektralklass G3 V, vars spektrum visar en ovanligt låg nivå av beryllium, vilket kan vara resultat av någon form av blandningsprocess. Den har en massa som är ca 1,2 solmassor, en radie som är ca 0,94 solradier och har ungefär samma som solens utstrålning av energi från dess fotosfär vid en effektiv temperatur av ca 6 000 K.
Ingen exoplanet har upptäckts i omloppsbana kring stjärnan, och den avger inte heller något statistiskt signifikant överskott av infraröd strålning som kan tyda på en stoftskiva kring stjärnan. Den har emellertid två följeslagare som delar en gemensam egenrörelse genom rymden med HD 4391 som gör den till en trippelstjärna. Den första, en röd dvärg av spektraltyp M4, ligger med en vinkelseparation på 17 bågsekunder från primärstjärnan. Den andra är en stjärna av spektraltyp M5 med en separation av 49 bågsekunder.